# Milano Angels
Milano Angels è il sesto album in studio del rapper italiano Shiva, pubblicato il 6 settembre 2024.
L'album viene preceduto dai singoli Syrup, Milano Shotta Freestyle, First Day Out e Take 5.

## Tracce
1. Milano Angels – 3:07 (testo: Andrea Arrigoni – musica: Pierfrancesco Pasini, Daniele Sartori, Amritvir Singh)
2. Let's Go (feat. Paky, NLE Choppa) – 2:50 (testo: Andrea Arrigoni, Vincenzo Mattera, Bryson Potts – musica: Lukas Benjamin Leth, Davide Maddalena, Amritvir Singh)
3. Tutto o nada – 2:37 (testo: Andrea Arrigoni – musica: Boris Bentil, Amritvir Singh, Jaskunwar Singh, Tommaso Torelli)
4. Cambierà – 3:22 (testo: Andrea Arrigoni – musica: Maximilian Agostini, Davide Longhi, Amritvir Singh)
5. Take 5 – 3:11 (testo: Andrea Arrigoni – musica: Giovanni D'Anzi, Gianluca Franco, Davide Maddalena, Pierfrancesco Pasini, Daniele Sartori, Amritvir Singh)
6. 6 AM – 3:20 (testo: Andrea Arrigoni – musica: Davide Maddalena)
7. Replay (feat. Lil Tjay) – 2:42 (testo: Andrea Arrigoni, Tione Jayden Merritt – musica: Walter Alemanni, Francesco Minerba, Amritvir Singh)
8. Pluh – 2:43 (testo: Andrea Arrigoni – musica: 1loushi, Luigi Alaia, Murad Nuri Ali Ahdeima, Andrea Arrigoni)
9. First Day Out – 2:51 (testo: Andrea Arrigoni – musica: Davide Maddalena, Minor2go, Amritvir Singh)
10. Polvere (feat. Tony Boy) – 2:47 (testo: Andrea Arrigoni, Riccardo Fabbriconi, Antonio Hueber – musica: Daniele Sartori, Amritvir Singh, Michele Zocca)
11. Syrup – 3:08 (testo: Andrea Arrigoni – musica: Jacopo Frangipani, Favide Grigolo, Amritvir Singh)
12. Gotham (feat. Kid Yugi) – 3:27 (testo: Andrea Arrigoni, Francesco Stasi – musica: Gennaro Frenken, Dennis Atuahene Opoku, Luca Pace, Amritvir Singh, Tigran Surnachjan)
13. Sete (feat. Mondo Marcio) – 3:27 (testo: Andrea Arrigoni, Gianmarco Marcello – musica: Davide Maddalena, Giulio Nenna, Amritvir Singh)
14. Don't Cry No More (feat. Geolier) – 3:15 (testo: Andrea Arrigoni, Emanuele Palumbo – musica: Davide Maddalena, Antonio Sassone)
15. Paradise (feat. Tedua) – 2:51 (testo: Andrea Arrigoni, Mario Molinari – musica: Giorgio De Lauri, Luca Di Blasi)
16. Volo Express – 3:03 (testo: Andrea Arrigoni – musica: Maximilian Agostini, Davide Longhi, Davide Maddalena)
17. Lettera a Draco – 3:13 (testo: Federica Abbate, Andrea Arrigoni, Jacopo Èttorre – musica: Emanuele Fasano, Diego Vincenzo Vettraino)
18. Milano Shotta Freestyle – 2:33 (testo: Andrea Arrigoni – musica: Alberto Bottero, Davide Grigolo, Amritvir Singh)

## Classifiche

### Classifiche settimanali
| Classifica (2024) | Posizione massima |
| ----------------- | ----------------- |
| Italia            | 1                 |

### Classifiche di fine anno
| Classifica (2024) | Posizione |
| ----------------- | --------- |
| Italia            | 17        |